# Deuil dans le judaïsme

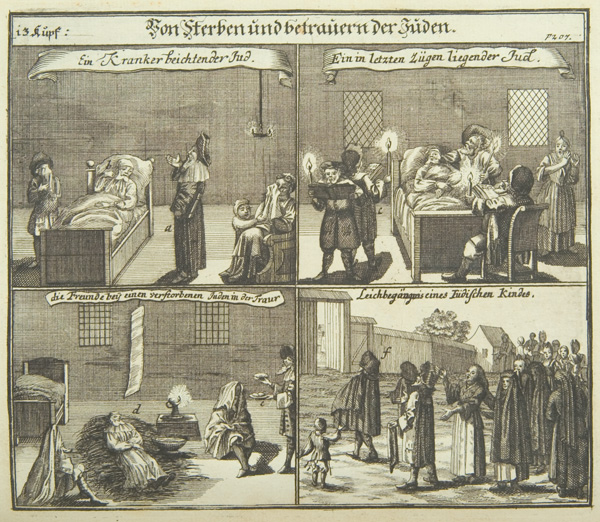
lllustrations (mort et deuil) in Jüdisches Ceremoniel par Georg Puschner, éd. Peter Conrad Monath, Nuremberg (1724)

Le deuil (hébreu : אבלות avelout) a lieu dans le judaïsme lorsqu'une personne perd son père, sa mère, son frère, sa sœur, son fils, sa fille ou son conjoint.
Les prescriptions de deuil ont pour but de rendre hommage au mort (kevod hamet) et de soutenir les endeuillés au cours de leurs diverses phases de deuil (ni'houm avelim). Les rites et coutumes qui s'y rattachent varient en fonction de l'origine culturelle du défunt et du degré d'observance des parents.

## Le deuil dans les sources juives

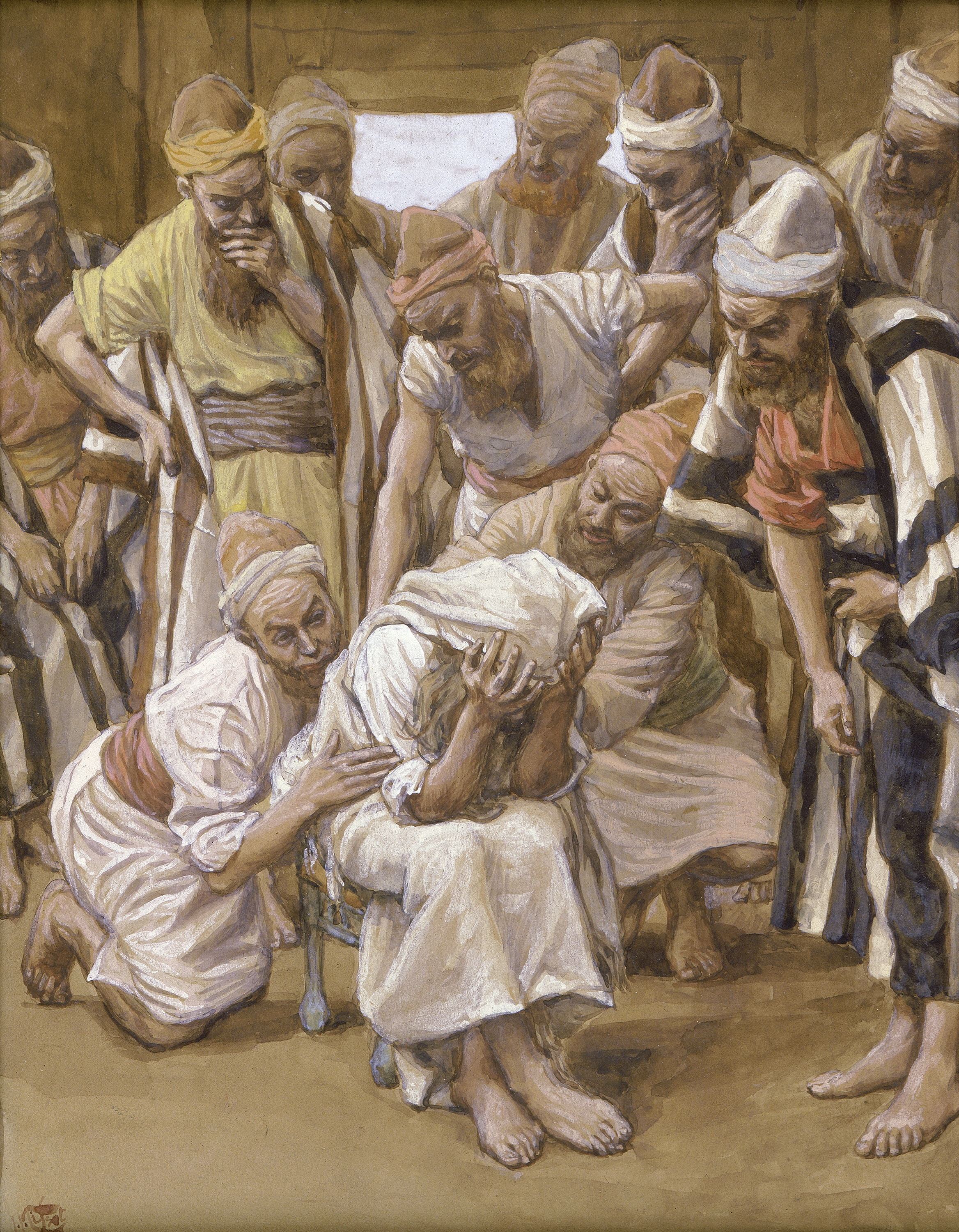
Jacob pleure Joseph (Tissot, c. 1900).

### Dans la Bible hébraïque
Bien que la mort soit évoquée assez tôt dans le récit biblique, les premières manifestations de deuil ne sont décrites qu'à la mort de Sarah : Abraham se dépêche à Hébron, prononce des paroles funèbres (hesped) pour sa femme, la pleure et achète un caveau à des conditions exorbitantes.
Certains rites semblent déjà établis : en apprenant la mort supposée de Joseph, Ruben déchire ses habits et Jacob ses vêtements. Les veuves revêtent des habits de deuil, probablement noirs. D'autres pratiques, en revanche, n'ont pas encore été fixées : Jacob pleure la disparition de Joseph de « nombreux jours » alors que celui-ci ne portera le deuil de son père que pendant sept jours et que les deuils publics à la suite des décès de Myriam, Aaron et même Moïse n'excéderont pas trente jours. Il semble en définitive que les Israélites portaient le deuil moins longtemps que leurs voisins.
D'autres rites sont décrits dans la littérature prophétique : l'endeuillé, qu'il porte le deuil d'un proche, d'une figure populaire ou d'une catastrophe nationale, pleure, se découvre la tête et les pieds, se revêt d'un sac et de cendre, s'assoit dans la poussière et mange le « pain d'affliction » ; Jérémie décrit aussi des comportements d'automutilation, bien que ceux-ci aient été interdits dans le Pentateuque. Certains expriment leur deuil par des complaintes, David allant même jusqu'à composer une élégie pour la mort de Saül et Jonathan. D'autres se couvrent au contraire les lèvres afin de ne pas profaner pendant leur deuil.

### Dans la littérature rabbinique
Les Sages de la Mishna et des Talmuds s'attachent à démontrer l'ancienneté de ces coutumes qu'on retrouve parfois parmi les peuplades avoisinantes et que le Pentateuque n'évoque que pour en limiter l'usage parmi la classe sacerdotale (le Grand-prêtre se voyant même interdire d'accomplir les derniers devoirs pour ses proches parents).
Ainsi, les sept jours de répit accordés aux impies avant le Déluge l'auraient été afin d'observer le deuil de Mathusalem.
Les lois du deuil sont principalement discutées dans le traité Moëd katan.
 (avril 2010).

## Au chevet de l'agonisant, et du mort

### Le lit de mort
Le gossess (גוסס, agonisant) est défini comme une personne très proche de la mort, et dont la mort est inéluctable, mais la Loi juive interdit aux Juifs de hâter la mort de quelque façon que ce soit (même d'une fraction de seconde), sauf, parfois par la prière, tout en leur prescrivant de le réconforter par tous les moyens possibles, et en tout cas, de ne pas prolonger son agonie.
C'est pourquoi le spectre de ce qui est permis ou non pour une personne sur son lit de mort est éminemment variable d'une personne à l'autre, et un rabbin dont la compétence est reconnue devrait être consulté avant toute entreprise, le moindre geste pouvant parfois être fatal.

### Définition dustatus mortis
Le mot hébreu pour la mort est mita (מִיתָה, aucun rapport avec le lit, qui se prononce aussi mita, mais s'écrit מִטָה) et met pour le « mort ». Sha'at HaMita est, plus que l'heure du décès, son moment précis.
Toutefois, la définition précise de la mort est, comme en médecine, sujette à de grands débats, et ce depuis les temps talmudiques : pour certains, elle se définit par l'arrêt de la respiration (d'où les expressions de dernier souffle ou dernier soupir), pour d'autres, par l'arrêt du pouls. Le critère d'utiliser la mort cérébrale comme déterminant a récemment été débattu, mais aucun accord n'a été définitivement entériné par les décisionnaires à ce jour.

### La veillée du mort
Une shemira ("veillée") est obligatoire dès le moment où un Juif meurt. Un shomer (gardien) est une personne, de préférence pas un proche du malade, dont le rôle est de garder le malade et, idéalement, de réciter des Psaumes (Tehillim) pour l'élévation de son âme jusqu'à l'enterrement. Bien que l'honneur à rendre au malade soit le but principal, il fut un temps où la préservation contre le vol était hautement justifiée. 
De nos jours, les shomrim sont souvent payés ou désignés par l'entreprise de pompes funèbres ou Hevra kaddisha.

## La 'Hevra kaddisha

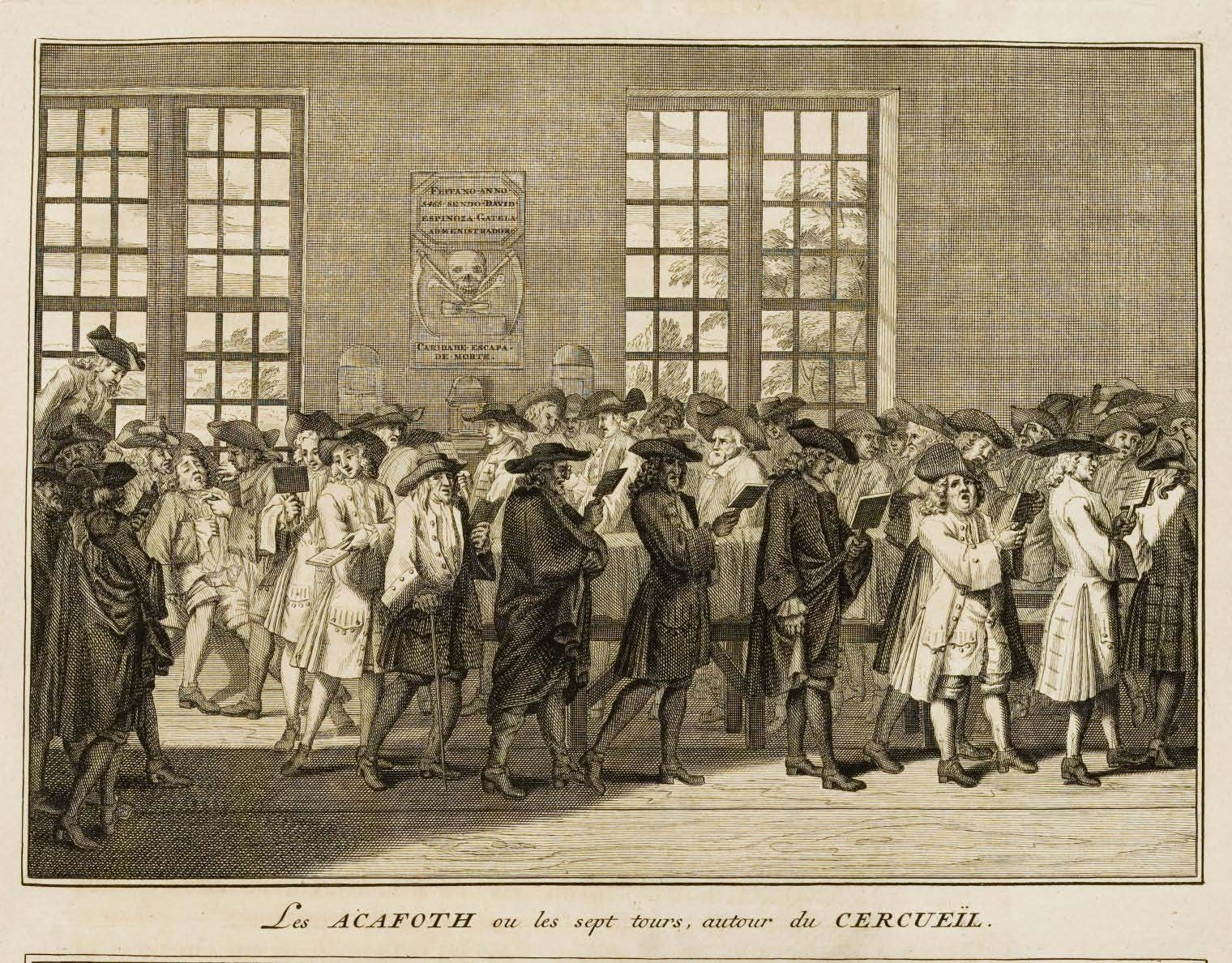
« Les Acafoth ou les sept tours, autour Cercueïl » (1723)

Voir l'article Hevra kaddisha
La 'hevra kaddisha (חברה קדישא, litt. Société Sainte, aussi "Société du Dernier Devoir") ou "mutuelle juive" est une sorte d'entreprise de pompes funèbres, peu structurée mais assez bien organisée, dont les membres, hommes et femmes le plus souvent orthodoxes, se consacrent à appliquer et faire appliquer la halakha (Loi juive) en matière de décès et d'enterrement, et à protéger les défunts de la désécration, volontaire ou non, jusqu'à l'enterrement. Deux règles parmi les plus importantes sont le respect à donner au corps du défunt, et le nettoyage rituel du corps, ainsi que l'"habillage" subséquent.
Beaucoup de hevrot kaddisha des villes et villages sont affiliées aux synagogues locales, et possèdent souvent leurs propres parcelles dans les cimetières locaux. Certaines communautés paient une cotisation annuelle à la hevra kaddisha de leur choix, de sorte que leurs défunts soient "pris en charge" selon les rites du judaïsme, mais aussi enterrés près de chez eux, dans une parcelle contrôlée. En certains pays, comme la Belgique, les concessions sont à renouveler, mais en d'autres, comme en Israël, elles sont perpétuelles.
Si aucun fossoyeur n'est disponible, la fonction échoit de facto à l'un des membres (mâles) de la hevra kaddisha de s'assurer que les tombes sont creusées à la profondeur requise (à peu près six pieds). En Israël, les membres des hevrot kaddisha considèrent un honneur de creuser la tombe, en plus de préparer le corps d'un frère juif pour l'enterrement, en particulier si le décédé était connu pour sa droiture.
Beaucoup de sociétés observent un ou deux jours de jeûne annuels, et organisent des séminaires d'étude et de formation continue en matière d'articles de Loi juive. En outre, beaucoup de hevrot soutiennent les familles au cours de la shiv'ah (les sept jours de deuil, cf. infra), organisent les offices, préparent les repas (les endeuillés ne peuvent cuisiner, ni s'activer), et autres services. Il est de coutume que l'entourage des endeuillés leur apporte de quoi se nourrir et se charge du service. En Israël, les entreprises où travaillent les endeuillés (enfants du défunt, par exemple), envoient de la nourriture et des boissons dans la maison où se tient la shiv'ah, habituellement le domicile du défunt.

### La préparation du corps
Le corps doit tout d'abord passer par le rituel de tahara (purification) en préparation aux funérailles. Le corps est entièrement débarrassé de toute poussière, des fluides corporels et d'autres souillures sur la peau. Il est ensuite rituellement purifié, de préférence par immersion dans un mikvé, ou par aspersion substantielle d'eau sur le corps. La tahara peut faire référence à tout le processus, ou à la seule purification rituelle.
Une fois le corps « purifié », il est revêtu de takhrikhim (équivalents du linceul), des vêtements blancs, identiques pour chaque Juif, réminiscence des habits portés par le Grand Prêtre. Les hommes sont ensuite enveloppés, de préférence dans leur propre talit (châle de prière), dont la atarah a été retirée et l'un des quatre coins coupé afin de rendre le tallit passoul (impropre à l'usage).
Une fois le corps purifié et vêtu, le cercueil est scellé. Contrairement à ce qui est pratiqué dans d'autres religions, le cercueil est fermé lors des funérailles, et on ne défile pas devant le corps.
En Israël, la coutume répandue est de n'utiliser aucun cercueil, mais de recouvrir le corps de takhrikhim plus épais, recouverts par un tallit.

## Le service funéraire

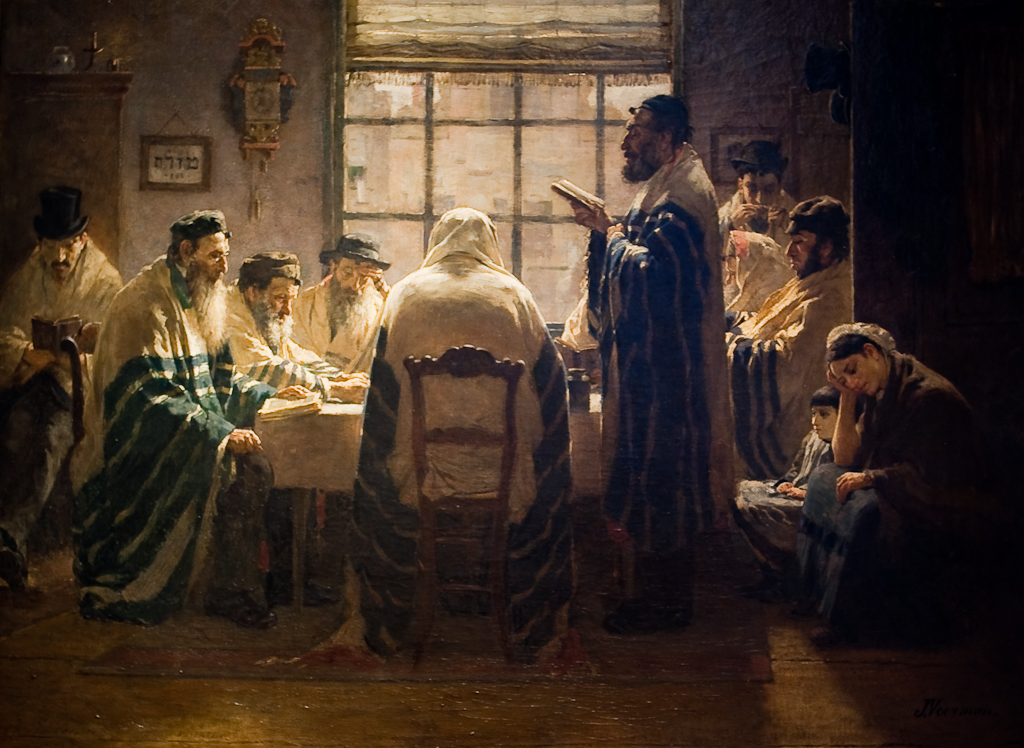
Les Journées de deuil, J. Carter (v. 1884)

De nos jours, la cérémonie commence soit au domicile du défunt, si l'espace y est disponible en suffisance pour accomplir proprement les rites, soit dans une morgue. De là, les endeuillés et amis du défunt le suivent en procession jusqu'au cimetière où il est emmené en corbillard, en passant généralement devant son domicile (si le cortège n'en part pas). Lorsqu'il s'agit d'une personne éminente, comme un notable communautaire, un rabbin, un juge rabbinique, un rosh yeshiva, etc., l'entièreté du service, y compris l'éloge funèbre, peut se tenir dans la synagogue ou la yeshiva à laquelle cette personne était associée. Dans le cas de certains grands, ces cérémonies peuvent prendre l'apparence d'une manifestation populaire : lors du décès du Rav Shlomo Zalman Auerbach par exemple, tout un quartier de Jérusalem a été bloqué, tant les fidèles étaient nombreux, remplissant entièrement les rues.
Historiquement, les Juifs n'ont jamais eu d'offices à « cercueil ouvert ».

### Éloges funèbres
Un hesped (הספד) est une oraison funèbre. La tradition remonte au patriarche Abraham lui-même, qui monte à Hébron à la mort de Sarah « pour prononcer un Hesped et la pleurer ».
Dans un passage talmudique (Shabbat 153a), Rav, aux portes de la mort, dit à son contradicteur et ami Chmouel. : « Fais moi demain un beau hesped, car je serai là pour t'écouter. »
Il est très courant que plusieurs personnes parlent au début de la cérémonie, soit dans le mortuaire, soit avant l'enterrement devant la tombe. Certaines personnes précisent dans leur testament qu'elles ne souhaitent pas d'oraison, et celles-ci sont proscrites en certains jours, comme le Hol HaMo'ed (période semi-fériée entre les jours marquant le début et la fin de la fête) et les jours où onne récite pas le Tahanoun. Le Hesped est alors remplacé par un Dvar Torah. L'orateur doit veiller à ne pas exagérer les qualités du mort, car cela risquerait de porter préjudice au défunt et à lui-même. Pour cette raison certaines communautés ('Habad) ne prononcent pas d'oraison funèbre.

## L'inhumation

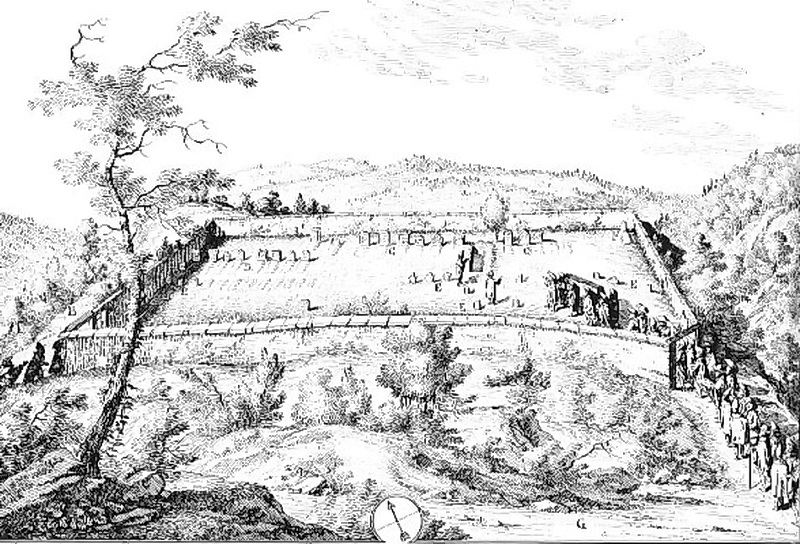
Procession vers le lieu de sépulture des Juifs entre Längnau et Endingen (1754)

La Kevoura (« inhumation » proprement dite) est réalisée le plus rapidement possible après le décès, en vertu de l'interprétation exégétique du verset biblique : « Si l’on fait mourir un homme qui a commis un crime digne de mort, et que tu l’aies pendu à un bois, son cadavre ne passera point la nuit sur le bois ; mais tu l’enterreras le jour même ». Ce principe, dit Halanat hamet, prescrit de façon générale de ne pas retarder les funérailles, y compris pour un condamné, car, dit Rachi, « le roi n'aime pas qu'on voie son frère pendu », allusion à la création de l'homme à l'image de Dieu, le Roi.
Le respect pour le mort peut s'apprendre à partir de nombreux exemples du Tanakh. Ainsi, par exemple, l'un des derniers faits dans la Torah est la mort de Moïse et son enterrement par nul autre que Dieu Lui-même : « [Dieu] l'enterra dans la dépression dans le pays de Moab, faisant face à Bet Pe'or. Nul ne connaît le lieu où il fut enterré jusqu'à ce jour ». (Dt 34,6)

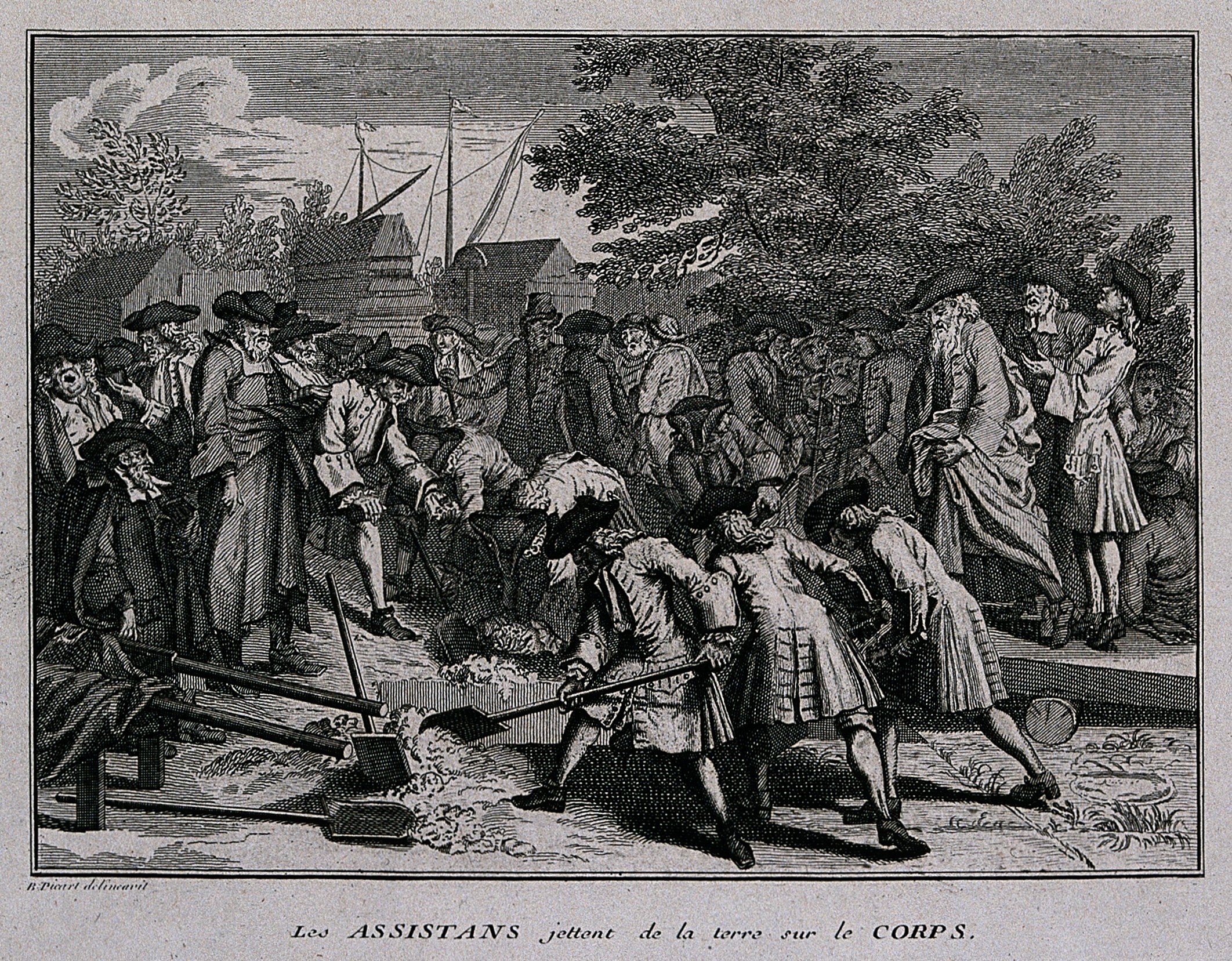
« Les assistans jettent de la terre sur le corps » (gravure B. Picard, v. 1733)

Par ailleurs, le Tombeau des Patriarches, centre spirituel de Hébron (qui fut la première capitale du royaume d'Israël avant que David ne fasse de Jérusalem sa ville d'élection) est appelé Me'arat HaMakhpela (מערת המכפלה), la caverne des « doubles tombes » (מכפלה signifie en hébreu moderne « produit arithmétique », dérivant de kafoul כפול, doublé ou multiplié), car, d'après la tradition juive, ses « tombes jumelles » cachées passent pour être la dernière demeure terrestre de quatre couples bibliques majeurs :
1. Adam et Ève ;
2. Abraham et Sarah ;
3. Isaac et Rebecca ;
4. Jacob et Léa.

Les cercueils dans lesquels les Juifs sont enterrés ne sont pas hermétiquement scellés, parce qu'Adam, le premier homme, fut créé à partir de la poussière de la terre, et condamné à y retourner (Gn 3,19). En Israël, les défunts juifs sont portés en terre vêtus de leurs seul takhrikhim et pour les hommes, leur talit (châle de prière), sans cercueil.
Jacob et Joseph furent embaumés (à l'égyptienne), mais la Torah n'avait pas encore été donnée, et ces pratiques sont depuis interdites : l'embaumement nécessite en effet d'exsanguiner le cadavre et de jeter le sang comme un déchet, alors qu'il est, selon la Torah elle-même, le lieu du nefesh (voir parashat Noa'h) et de ce fait, il est obligatoire de le mettre en terre comme le reste du corps.
Les morts inconnus (qui n'ont pas été identifiés ou réclamés par une famille) sont met mitzvah, car il est explicitement prescrit que quiconque rencontre un mort inconnu se doit de l'enterrer, fût-il prêtre.
De façon typique, lorsque le service funéraire se termine, les hommes endeuillés (à l'exclusion du cercle familial immédiat) viennent jeter une ou trois pelletées de terre afin de combler la fosse. Sur le plan symbolique, ceci permet aux endeuillés la closure, comme ils observent la tombe se refermer. La coutume (orthodoxe) est de le faire avec une pelle pointant vers le haut (et non vers le bas), afin d'illustrer l'antithèse de la mort et de la vie, et parce que cet usage est inhabituel. Après les pelletées, il est d'usage de replanter la pelle, plutôt que de la donner au prochain, afin de ne pas « faire passer le deuil ».
La tradition juive demande aux femmes de ne pas accompagner le cercueil jusqu'au lieu de l’enterrement et de ne pas assister à ce moment, sauf entourage immédiat. S'il n'est pas possible d’empêcher les femmes d'accompagner le cercueil, elles veilleront à se regrouper entre elles et feront attention à ne pas se mélanger avec les hommes. Dans tous les cas, les femmes ne jettent pas de pelletées de terre.
On peut dans certaines circonstances déterrer le cercueil et le transférer en un lieu de plus grande sainteté (généralement, sur la terre d'Israël où aura lieu, selon la tradition, la résurrection des morts). Si l'on a précisé cela au moment de l'enterrement, cela est exprimé « al tnaï » (sous condition), il sera alors possible plus tard d’ensevelir un autre défunt à l'endroit ou l'on a fait exhumation. Sinon, cela n'est pas permis.

## Deuil

### Qeri'ah et début de la Shiv'ah

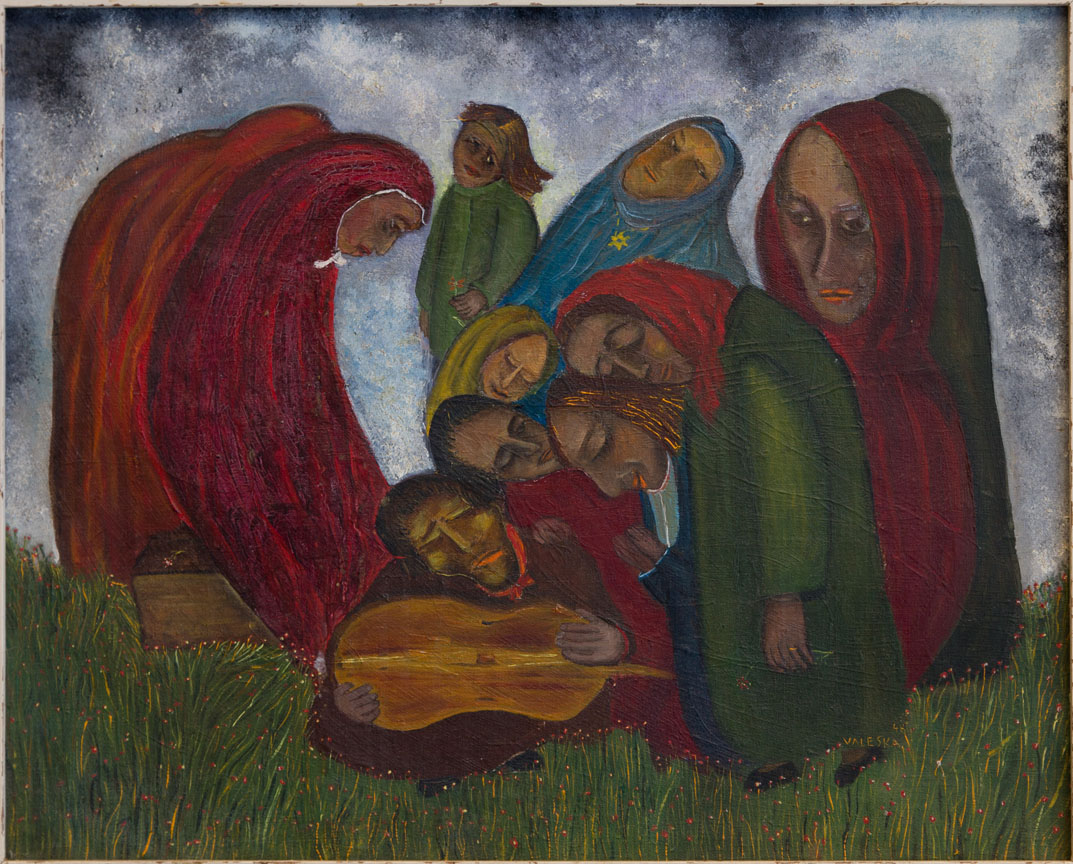
Mourning par Lette Valeska (1948)

Jacob ayant déchiré sa toge lorsque ses fils lui annoncèrent la mort de Joseph, les endeuillés (orthodoxes et traditionalistes) font une déchirure (Qeri'ah קריעה) dans leur habit extérieur, lors de l'enterrement ou immédiatement après, souvent près du cœur, afin d'en symboliser la brisure. Il ne faut pas que la déchirure découvre une partie du corps. Elle n'est pas recousue, au moins durant la shiv'ah.
Pour des motifs économiques, les Juifs réformés utilisent un ruban, fourni par la morgue et épinglé aux vêtements. C'est ce ruban qui sera déchiré et porté (ce qui n'est pas considéré comme valable par Loi juive).
Lorsque les endeuillés retournent au domicile, ils ne prennent ni bain ni douche pendant une semaine (encore que, dans la Mishna (Berakhot chap 2), Rabban Gamliel limite cette interdiction aux ablutions d'agrément), ne portent pas de chaussures de cuir, ni de bijouterie, les hommes ne se rasent pas, ne se coupent pas les cheveux et les miroirs sont recouverts de grands draps. L'endeuillé marche souvent pieds nus, s'assoit et dort à même le sol, ou au moins sur des chaises inconfortablement basses, ne cuisine pas, ne s'occupe de rien, symbolisant sa déchéance, et représentant assez fidèlement son état d'esprit anhédonique et démotivé, restant ainsi tout à son deuil durant une semaine.
Au cours de cette période, la famille plus éloignée et les amis viennent rendre visite aux endeuillés, afin de les réconforter, les nourrir, et leur permettre d'obtenir un minyan afin de pouvoir réciter le Kaddish.
En Israël, des pancartes sont placardées sur l'immeuble et le lieu de travail du défunt et des endeuillés, de sorte qu'il n'est pas rare d'y voir des assistances assez nombreuses, même lorsque le défunt n'a pas de famille.

### Commencement et calcul des sept jours de deuil
Si l'endeuillé retourne du cimetière après l'enterrement avant le coucher du soleil, le jour de l'enterrement est compté comme le premier jour de la shiv'ah. La période de sept jours se termine généralement au matin du septième jour.
L'enterrement ne peut se tenir à Shabbat, pas plus que le deuil, mais le jour du Shabbat lui-même compte comme l'un des sept jours.
Lorsqu'une fête tombe après le premier jour, l'endeuillé passe au "stade" suivant du deuil (cf. infra), de sorte que tous ont l'obligation de célébrer le Seder de Pessa'h, Shavouot, etc. Si l'enterrement tombe un jour de fête, le début de la période de deuil est repoussé à la fin de celle-ci. Ces règles ne concernent que trois fêtes où le travail est interdit, non les fêtes d'origine rabbinique, comme Hanoukka ou Pourim.
Finalement, certains jours, comme Rosh Hashana sont tellement saints qu'ils annulent complètement la période de deuil : en effet, l'âme du mort s'élève directement, et les rites du deuil deviennent superfétatoires, voire malvenus.

## Stades du deuil

### Premier stade -aninout
Aninout (אנינות) signifie « deuil » avec une connotation de désolation. Un onen vient d'apprendre la triste nouvelle, et est considéré en état de choc et de désorientation. L'organisation de l'enterrement qui doit avoir lieu rapidement le rend patour, c'est-à-dire le dispense d'accomplir des mitzvot qui nécessitent une action, comme faire des prières ou des bénédictions, porter les tefilin (phylactères).
Si le cohen (prêtre) était, au temps du Temple de Jérusalem, dispensé de sacrifier à l'Éternel, cela ne dispensait pas le Grand Prêtre, comme on l'apprend du comportement d'Aaron après la mort de ses fils Nadav et Avihou (Rachi sur Lévitique 10:19 ; traité Zeva'him 101a).
Le stade d'aninout dure jusqu'à la fin de l'enterrement, ou si l'on est incapable d'y assister, dès le moment où tous les rites de l'inhumation ont été réalisés.

### Deuxième stade -avelout
Avelout (אבלות) signifie également "deuil", mais c'est le deuil éploré, de la personne ayant repris ses esprits, ayant réalisé la réalité et l'étendue de sa condition lors de l'enterrement.
L'avelout marque le commencement officiel du deuil, suivant l'accomplissement de l'inhumation.
L'endeuillé retourne chez lui et n'en bouge plus pour une semaine (sept jours - shiv'ah yamim), dirige l'office à domicile avec un minyan « quorum »), commence la récitation du Kaddish pendant onze mois à la synagogue, arrêtant exactement un an (juif) après la mort, lorsque le premier Yahrzeit est observé.
Un avel (« endeuillé ») n'écoute pas de musique (certains limitent cette interdiction à n'écouter que de la musique instrumentale), ne va pas dans des concerts, et évite tant que faire se peut tout événement joyeux comme les mariages, les Bar ou Bat mitzvah, à moins que sa présence ne soit absolument requise (par exemple, le mariage d'une nièce de son épouse, alors qu'il observe le deuil de son frère).
Ne sont avelim que les sept parents au premier degré du défunt : son père, sa mère, son fils, sa fille, son frère, sa sœur, son conjoint.
Avelout n'a aucun rapport avec Abel : celui-ci fut certes le premier pour qui il fallut porter le deuil, cependant, son nom hébraïque n'était pas אבל mais הבל (Hével).

### Troisième stade -shiv'ah
Bien que Shiv'ah (שבעה ou Schivah) ne signifie littéralement pas autre chose que le chiffre « sept », la shiv'ah fait référence aux shiv'ah yamim avelout, les sept jours de deuil pour les sept catégories de parents au premier degré du défunt sus-mentionnés. À noter que les petits-enfants, neveux, nièces, amis très proches, etc., s'ils ne sont pas inclus dans ces sept-là, et ne peuvent donc pratiquer les rites de la shiv'ah, leur rôle de soutien aux avelim est très important, d'autant qu'il inclut souvent leurs propres parents.
Bien que les endeuillés soient assis sur des chaises basses ou à même le sol, shiv'ah ne signifie pas « position assise », qui se dit aussi shiva, mais s'écrit שיבה (cf ישיבה)
Immédiatement après l'inhumation du défunt, les sept parents au premier degré prennent le statut d'avel (endeuillé, cf. supra). Cet état dure sept jours, durant lesquels les membres de la famille se réunissent traditionnellement dans une maison et reçoivent les visiteurs.
Des offices de prière sont souvent organisés dans la maison de l'endeuillé (un psaume particulier leur est consacré dans l'initiation de la prière du soir) conduits par les endeuillés eux-mêmes.
Se rendre dans la maison des endeuillés est considéré comme une grande mitzvah (litt. « prescription », à comprendre ici plutôt comme acte agréable aux hommes et à Dieu) de charité et de compassion.
On ne salue pas les endeuillés (« Bonjour », « Shalom », etc.) et on attend qu'ils entament la conversation. Ils peuvent ne pas le faire, voire ignorer le visiteur, qui présumera que ce n'est pas une preuve d'incivisme, mais de douleur, et n'insistera pas.
Les formules de type « mes condoléances » (mishtatef betsa'arkha/betsa'arekh/betsa'arkhem, « je participe à ta/vos douleur/s ») existent mais ne sont pas communément employées. En revanche, une des formulations les plus fréquentes pour prendre congé des endeuillés est :
Hamaqom yena'hem etkhem betokh sha'ar avelei tzion viyerushalayim :
« [Puisse] Hamaqom (« Le Lieu ») vous conforter parmi les endeuillés de Sion et Jérusalem. »
On peut également, selon les usages dans certaines communautés, ajouter :
« Puissiez-vous ne plus avoir de tza'arot (douleurs) » ; en yiddish, Zols nicht wissen von tzouress (em den ganse leben)
« Puissiez-vous ne plus connaître que des sim'hot (évènements joyeux) » ; en yiddish, Auf sim'hess
« Puisse-t-il ne plus y avoir que des bonnes nouvelles pour chacun » ; en hébreu, bessorot tovot - pas d'équivalent yiddish
« Je vous souhaite une longue vie » ; en yiddish, A Lange Leben.
Lorsqu'on apprend une mauvaise nouvelle, la formule consacrée est ברוך דיין האמת - Baroukh Dayan HaEmet (Béni soit [Dieu,] le Juge de Vérité). C'est également une formule de salut aux endeuillés.

### Quatrième stade -sheloshim
Sheloshim (שלושים) signifie « trente ». Les sheloshim sont les trente jours de deuil (dans le calendrier hébraïque, un mois dure 29 ou 30 jours. 30 est donc la durée maximale) observés par les sept catégories d'endeuillés.
Au cours des sheloshim, les hommes en deuil ne se rasent pas. Les endeuillés ne peuvent se marier, ni assister à une seoudat mitzvah (« festin de prescription », c'est-à-dire un repas festif d'origine religieuse, donné à l'occasion d'un mariage, d'une Bar ou Bat mitzvah, de certaines fêtes, du Shabbat, etc.)

### Cinquième stade -shannah
Au cours de l'année (shannah שנה) suivant le deuil, l'activité des endeuillés doit graduellement retourner à la normale, bien qu'ils doivent continuer à fréquenter les synagogues pour pouvoir réaliser, lors d'un office, la mitzvah de réciter le Kaddish pour leur parent disparu pendant onze mois. Il y a également des restrictions en ce qui concerne la fréquentation des rassemblements festifs et occasions joyeuses, particulièrement lorsqu'on y joue de la musique. En revanche, un mariage (par exemple) peut être réalisé sans musique. 
Dans les communautés orthodoxes, seuls les hommes récitent le kaddish, et s'il n'y a pas de parents (masculins) endeuillés présents, ou qu'il n'y en ait pas du tout et que seules des femmes soient endeuillées (situation plus rare), on demande à un homme non apparenté (ayant de préférence déjà connu un deuil lui-même) de réciter le Kaddish au nom des femmes. Toutefois, cette interdiction a récemment été remise en cause par des rabbins décisionnaires comme le rav Ovadia Yossef ou le rav Moché Fenstein. L'acceptation de la récitation du Kaddish par les femmes a été officialisée par le rabbinat israélien lors des obsèques nationales de trois jeunes gens assassinés en 2014. La mère de l'un des jeunes,Rachel Frankel, femme orthodoxe, a récité le Kaddish en présence des grands rabbins d'Israël.

## Matzevah(pose de la pierre tombale)
Ne pas confondre avec mitzvah, מצוה, prescription
On désigne la pierre tombale du nom de matzevah (מצבה, "monument" ; à ne pas confondre avec mitzvah, מצוה, prescription).
Lors de l'enterrement, on laisse un drap sur la plaque de la tombe, qui ne possède pas de pierre. Celle-ci est placée après une certaine période, et dévoilée, généralement par les endeuillés, au cours d'une cérémonie particulière.
Il existe différentes coutumes sur le moment auquel pratiquer la cérémonie et l'endroit où placer la pierre sur la tombe. La plupart des communautés le font au-devant de la tombe, sur la plaque, un an après le décès (certains le font bien plus tôt, une semaine après le décès). Il n'existe pas vraiment de règle ni de restriction en la matière, sinon que la cérémonie ne peut se tenir à certaines périodes comme Pessa'h ou 'Hol HaMo'ed.

### inscriptions et symboles figurant sur la pierre tombale

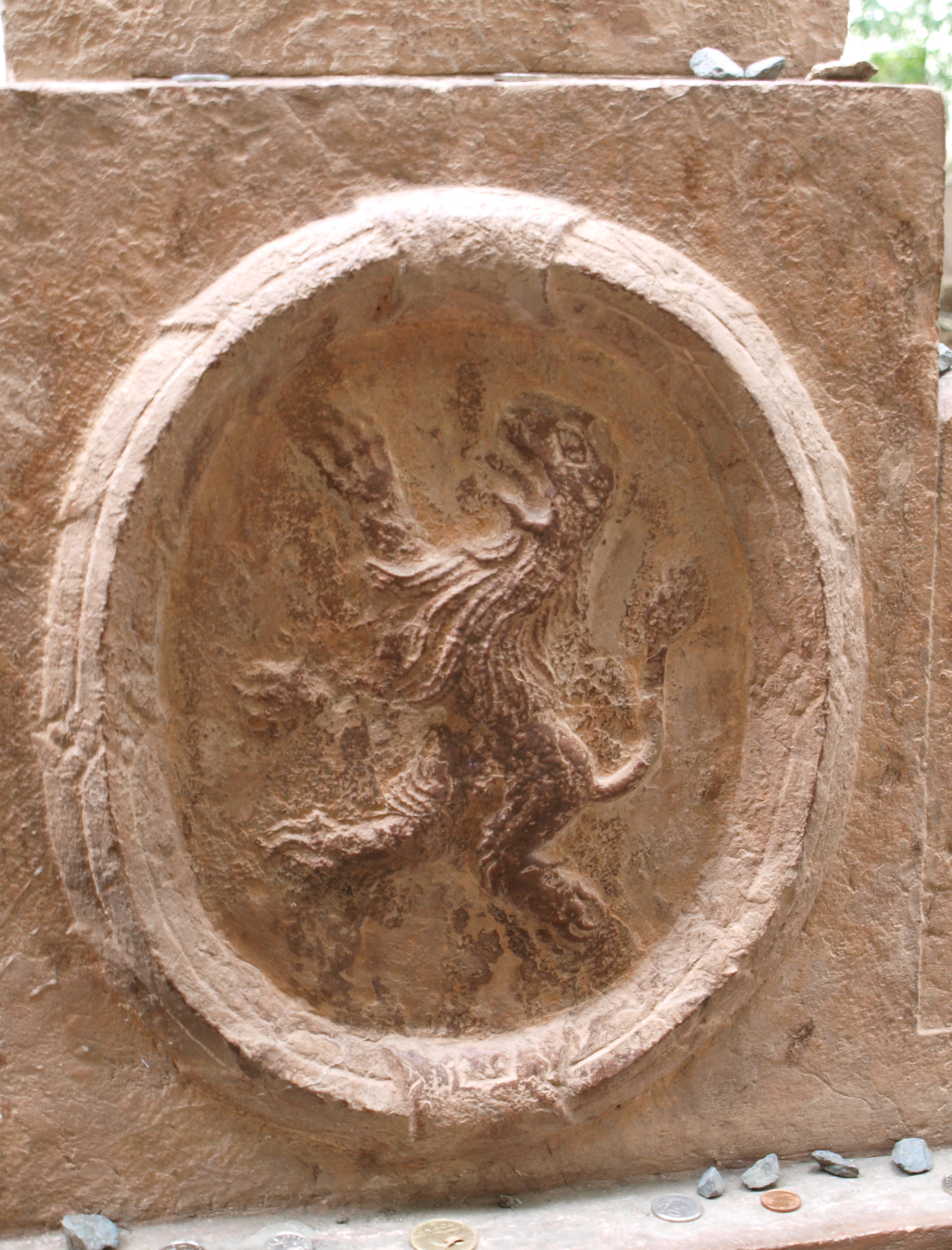
Détail de la pierre tombale du Maharal de Prague.

Sur cette pierre figurent le nom du défunt en français et son nom hébraïque complet avec celui de sa mère (par exemple « Shmuel ben Chana »). Celui-ci est généralement précédé de l'acronyme פ״נ qui signifie « ici est enterré » et suivi de תנצב״ה, « que son âme soit reliée au faisceau de la vie ».
Le plus souvent on trouve une ou plusieurs étoiles de David, ou quelquefois les deux mains faisant le geste de la bénédiction des cohanim. Certaines tombes comportent en outre une épitaphe plus ou moins longue.
Les pierres tombales les plus récentes sont en granit, avec les inscriptions dorées, mais les plus anciennes sont en pierre grise ordinaire, souvent surmontées d'un ornement en forme de vase ou d'urne.
On trouve quelquefois des ornements supplémentaires, comme sur la pierre tombale du Maharal de Prague où figure un lion, symbole de la tribu de Juda, dont il porte le nom (« Juda Loew » signifie « lion de Juda » en yiddish).
Une lanterne est posée sur la tombe. Elle peut aussi être scellée dans la pierre tombale. On rencontre quelquefois une cavité creusée dans la pierre tombale, fermée par une porte vitrée, destinée à recevoir les bougies.

## Commémorations annuelles

### Azkara ou Yahrzeit

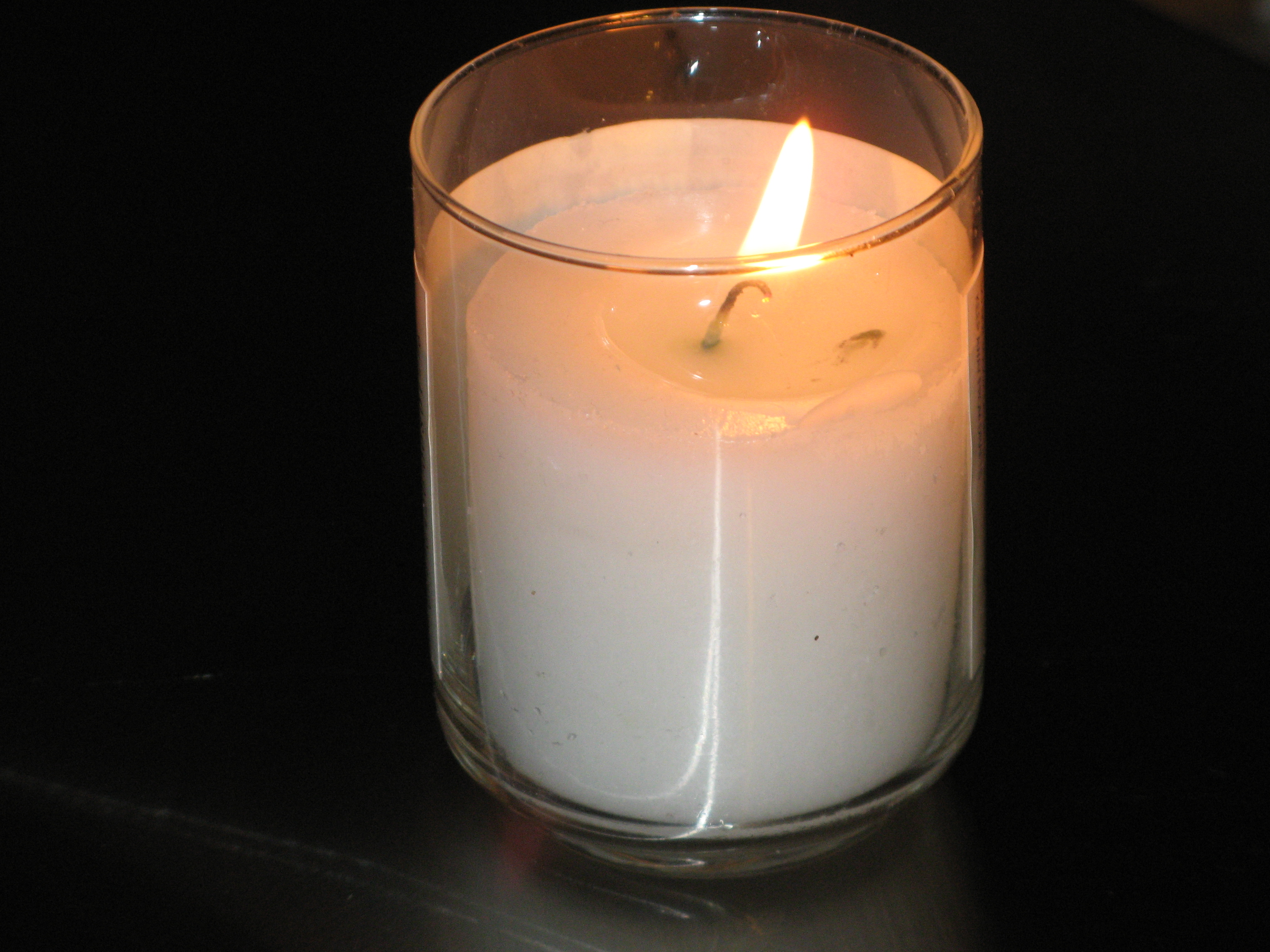
Une bougie de yahrzeit allumée en mémoire d'un être cher à l'occasion de l'anniversaire (le yahrzeit) de son décès.

L'Azkara qui signifie « souvenir » en hébreu ou le Yahrzeit (יארצייט, de l'allemand Jahreszeit) qui signifie « Moment (de) l'année » en yiddish et peut être aussi utilisé par les non-yiddishisants (y compris des sépharades, bien qu'il existe un terme ladino pour la désigner : nahala ou azguir en arabe), désigne la date « anniversaire » du décès, à l'occasion de laquelle celui-ci doit être dûment commémoré par les enfants, parents, fratrie et conjoint du défunt.
Cette coutume a été discutée pour la première fois dans le Sefer HaMinhaguim (publié en 1566) du Rav Isaac Tyrnau.
La principale obligation du point de vue légalistique est de réciter le Kaddish de l'endeuillé la veille, le matin et l'après-midi du jour (le soir est considéré comme attenant au jour suivant, cf. Gn 1,5). Lors de l'office du matin, ce kaddish est récité au moins quatre fois. Une coutume particulièrement répandue, dans la majorité sinon la totalité des courants du judaïsme, est de faire brûler une bougie spéciale pendant 24 heures.
Certains ont pour coutume de jeûner en ce jour (pour la commémoration du jour du décès des parents uniquement). De nombreuses communautés orthodoxes organisent un siyoum (seoudat mitzvah célébrant la complétion d'un traité talmudique, mishnaïque ou d'une parasha) le jour précédant le Yahrzeit, en l'honneur du défunt.
Beaucoup de synagogues portent une plaque électrique sur un mur avec le nom des membres de la synagogue décédés. Chaque « bougie » estallumée pour un Yahrzeit individuel, et toutes le seront pour le Yizkor. Certaines synagogues le font également pour Yom HaShoah.

### Pèlerinage sur les tombes

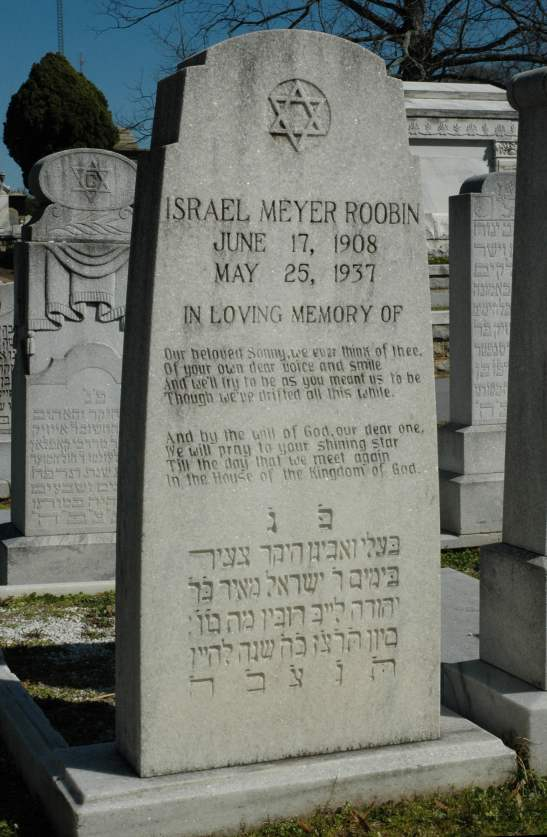
Plaque commémorative de la « nouvelle section juive » du cimetière d'Oakland à Atlanta, Géorgie.

Lorsque c'est possible, on a coutume de se rendre sur la tombe des défunts les jours de jeûne (Shoulhan Aroukh Ora'h Hayim 559:10), avant Rosh Hashana et Yom Kippour (ibid. 581:4, 605), et pour un Yahrzeit.
Traditionnellement, les Juifs ne fleurissent pas les tombes, ils déposent par contre une pierre sur la tombe, y compris lorsqu'ils ne connaissaient pas personnellement le défunt, et « ne font qu'» accompagner les endeuillés. Cette pierre représente la « permanence », alors que les fleurs fanent. De plus, celles-ci sont considérées trop belles pour les circonstances. Toutefois on peut observer de nos jours quelques fleurs sur certaines tombes.

### Les dates de visite au cimetière
Celles-ci varient selon les communautés. Chez les ashkénazes, on se rend au cimetière seulement une fois par an, au mois d'Elloul ou de Tishri. Chez les séfarades, les visites sont plus fréquentes. On peut se rendre au cimetière de préférence les jours suivants (on remarquera qu'il s'agit toujours de veilles de fête) :
- vendredi (veille de Shabbat)
- veille de Roch Hodech (où le jour précédent si elle tombe un Shabbat)
- veille de Roch Hachana
- veille de Yom Kippour

Il n'y a pas de visite au cimetière du 1 au 12 Sivan.

## Prières de commémoration

### Le Kaddish des endeuillés
Le Kaddish Yatom (heb. קדיש יתום lit. « Kaddish de l'orphelin ») ou « Kaddish des endeuillés », se dit lors de tous les offices, enterrements et commémorations. Il a tellement marqué les esprits que le Kaddish lui-même est associé à la mort, alors qu'il s'agit à la base d'une prière d'exaltation de la royauté divine concluant ponctuant les offices ou marquant la fin d'une étude de Torah.
Les coutumes concernant la récitation du Kaddish varient profondément d'une communauté à l'autre. Dans la plupart des synagogues ashkénazes, surtout les orthodoxes, tout le monde se lève, alors que dans les synagogues sépharades, la coutume est que seuls les endeuillés se lèvent et récitent, tandis que le reste de la congrégation reste assis et répond "Amen" ou les phrases rituelles. 
Lorsque des Ashkénazes assistent à un office sépharade, ils se lèvent avec l'endeuillé.

### Yizkor
Le Yizkor (« Souvenance ») est une prière où l'on demande à Dieu de Se souvenir des défunts, et d'accorder le repos à leurs âmes. À noter qu'il n'est récité que dans les synagogues de rite ashkenaze.
Il n'est récité que par ceux qui ont perdu l'un de leurs deux, et a fortiori leurs deux parents (père et mère). Ceux qui ne doivent pas réciter le Yizkor quittent la synagogue jusqu'à sa complétion, par respect pour la vie de leurs propres parents.
Bien que, selon le Rav A. Kolatch (qui appartient au Mouvement Massorti), le Yizkor soit une prière silencieuse ne nécessitant pas de réponse de l'assemblée, et puisse donc se faire pour la personne de son choix en l'absence d'un minyan, cet avis reste minoritaire et non autorisé.
De fait, l'usage orthodoxe est de réciter le Yizkor dans une synagogue où se trouve un minyan, quatre fois dans l'année : à Yom Kippour, à Shmini Atzeret, au huitième jour de Pessa'h en Diaspora (au septième en Israël) et au second jour de Shavouot.

### Av HaRa'hamim
Av HaRahamim est une prière rédigée au XIIe siècle, après la destruction des communautés ashkénazes de Rhénanie lors de la première Croisade. Elle fait partie intégrante du rite ashkénaze, qui l'inclut dans l'office du Shabbat après la lecture de la Torah, et dans le Yizkor.

## Réponses communautaires à la mort

### Zihouï Korbanot Asson(ZAKA)
ZAKA (heb. זק"א  abbr. for Zihouï Korbanot Asson lit. « Identification des Victimes de Désastres » – חסד של אמת Hessed shel Emet lit. « Bonté de Vérité »), est une organisation de premiers secours et de médecine de catastrophe de l'état d'Israël, fondée en 1989 et officiellement reconnue par le gouvernement.
Les membres de ZAKA, dont la plupart sont des Juifs orthodoxes, assistent les ambulanciers, identifient les victimes du terrorisme, des accidents routiers, d'autres désastres, et, lorsque c'est nécessaire, rassemblent les parts des corps et le sang éparpillé afin de pouvoir procéder à un enterrement conforme. Ils offrent également des services de premiers soins et de secours, ainsi que de recherche des personnes portées disparues.
Ce dernier service est fondamental pour les femmes mariées qui ne peuvent être considérées comme veuves (et donc éventuellement se remarier) qu'une fois que la mort de leur mari a été confirmée. Dans le cas contraire une telle femme reste avec le statut « d'Agouna » (femme qui n'a pas obtenu le divorce religieux de son mari ou dont la mort de celui-ci n'a pas été confirmée)

## Controverses après la mort

### Don d'organes
Le don d'organes est autorisé par tous les courants du judaïsme rabbinique une fois la mort clairement établie, si des instructions ont été laissées dans ce sens par le défunt de son vivant. Les Juifs orthodoxes et Haredim préféreront et pourront toutefois consulter leurs rabbins avant de prendre la décision finale.

### Opinions juives sur la crémation
La Halakha interdit la crémation, qui ne permet pas à l'âme de reposer en paix dans le monde à venir, et pourrait ne pas ressusciter à la fin des temps. Selon les traditions du Zohar, ces âmes mortes sans sépulture, pourraient se réincarner non pas afin de vivre, mais afin d'être enterrées, ce qui expliquerait (d'un point de vue spirituel) certains cas de fausse-couche.
D'un point de vue philosophique et rituel, les Juifs préfèrent enterrer les choses (comme pour la gueniza) que les brûler afin de les faire disparaître. Récemment, la crémation a par ailleurs été associée à la Shoah perpétrée par les nazis et ses fours crématoires, incinérateurs de masses.

### Suicide
Plus que tout autre système de pensée, le judaïsme considère le suicide (du latin sui-cidium, "meurtre de soi-même") comme un auto-homicide. Or, le meurtrier n'a pas droit aux rites de l'après-mort, au hesped, et ne peut être enterré dans la section principale du cimetière juif.
Toutefois, ces restrictions ne s'appliquent qu'à ceux qui portent volontairement atteinte à leur vie. Il a été récemment décidé, au vu des progrès de la psychiatrie, que la plupart des suicidés sont victimes de dépression ou de graves atteintes mentales, leur « suicide » devenant la conclusion d'un état involontaire (cf. Anoussim) échappant totalement à leur contrôle, non pas un acte d'auto-destruction (comme le fut celui des kamikazes).

### Mort en apostat
Selon la Loi juive, il n'y a pas de deuil pour un Juif apostat volontaire (kofer), qui a publiquement décrié le judaïsme. Toutefois, les rabbins font la différence entre un converti volontaire par amour de sa nouvelle foi, et celui qui l'a fait par ignorance, à la rigueur par révolte envers ses parents et son milieu, ou en vue de diminuer les pressions qui pesaient sur lui (Heinrich Heine, par exemple).
Un Juif converti sous la contrainte (anouss) y a le plus souvent droit (surtout lorsqu'il est mort pour avoir été convaincu de « judaïsation en secret »).
L'enfant d'un apostat (resté lui-même Juif, ou retourné au judaïsme) peut faire Kaddish pour son père. Il en est de même du fils d'un non-Juif.

### Mort d’un enfant
Le but du deuil est (cf. supra) d'élever l'âme du défunt.
Cependant, l'âme d'un enfant mort avant trente jours de vie révolus, s'il est né à terme (ce qui inclut les fausses-couches et morts in utero), est pure selon la Loi juive : il s'agit, d'après le Zohar, d'âmes de personnes mortes sans sépulture ou, selon une autre interprétation, d'âmes trop élevées pour ce monde.
C'est pourquoi les communautés orthodoxes n'observent aucun deuil (ce point de vue n'est pas suivi par les courants moins traditionnels).
Les garçons doivent être circoncis à huit jours de leur naissance ou, s'ils ne sont pas nés vivants, au moment de la tahara. La circoncision en ce cas consiste davantage à réaliser un "signe" qu'une circoncision réelle. C'est lors de la circoncision qu'ils sont nommés.
Les filles (même mort-nées) sont nommées avant l'enterrement.
Après l'enterrement, on peut allumer une ner neshama, une petite « bougie pour l'âme » ou une veilleuse pour rappeler l'âme de l'enfant qui a quitté le monde, même si on ne porte pas son deuil en raison de son âge, car son âme, elle, n'en a pas.
Les filles à partir de douze ans révolus et les garçons à partir de treize ans révolus sont considérés comme adultes.

## L'au-delà dans le judaïsme
- Pour les opinions sur l'au-delà dans le judaïsme, voir Olam haba, Gan Eden, Sheol et Géhenne.
- Pour les vues juives sur la rédemption finale et la résurrection des morts, voir le Messie dans le judaïsme.

## Commémorations religieuses ou nationales
- Tisha BeAv : les Juifs commémorent en ce jour la destruction des deux Temples, ainsi que toute une série de calamités s'étant, selon la tradition, produites en ce jour.
- Jeûne des premiers-nés : il s'agit d'un jeûne de gratitude envers Dieu, pour ne pas avoir fait mourir les premiers-nés hébreux lors de la dixième plaie. Ce jeûne est célébré avant Pessa'h, et il est de coutume de réaliser à cette occasion un siyoum afin de ne pas jeûner.
- Yom HaShoah : il s'agit d'une commémoration nationale israélienne (et non israélite, voir Juif pour connaître les différences) de la Shoah. Cependant, la Shoah ayant fait des victimes dans l'ensemble du peuple Juif, elle a lieu dans le monde entier.
- Yom Hazikaron : commémoration israélienne pour ceux qui sont morts en défendant l'état d'Israël, et les victimes des attentats.